# Slag bij Valence

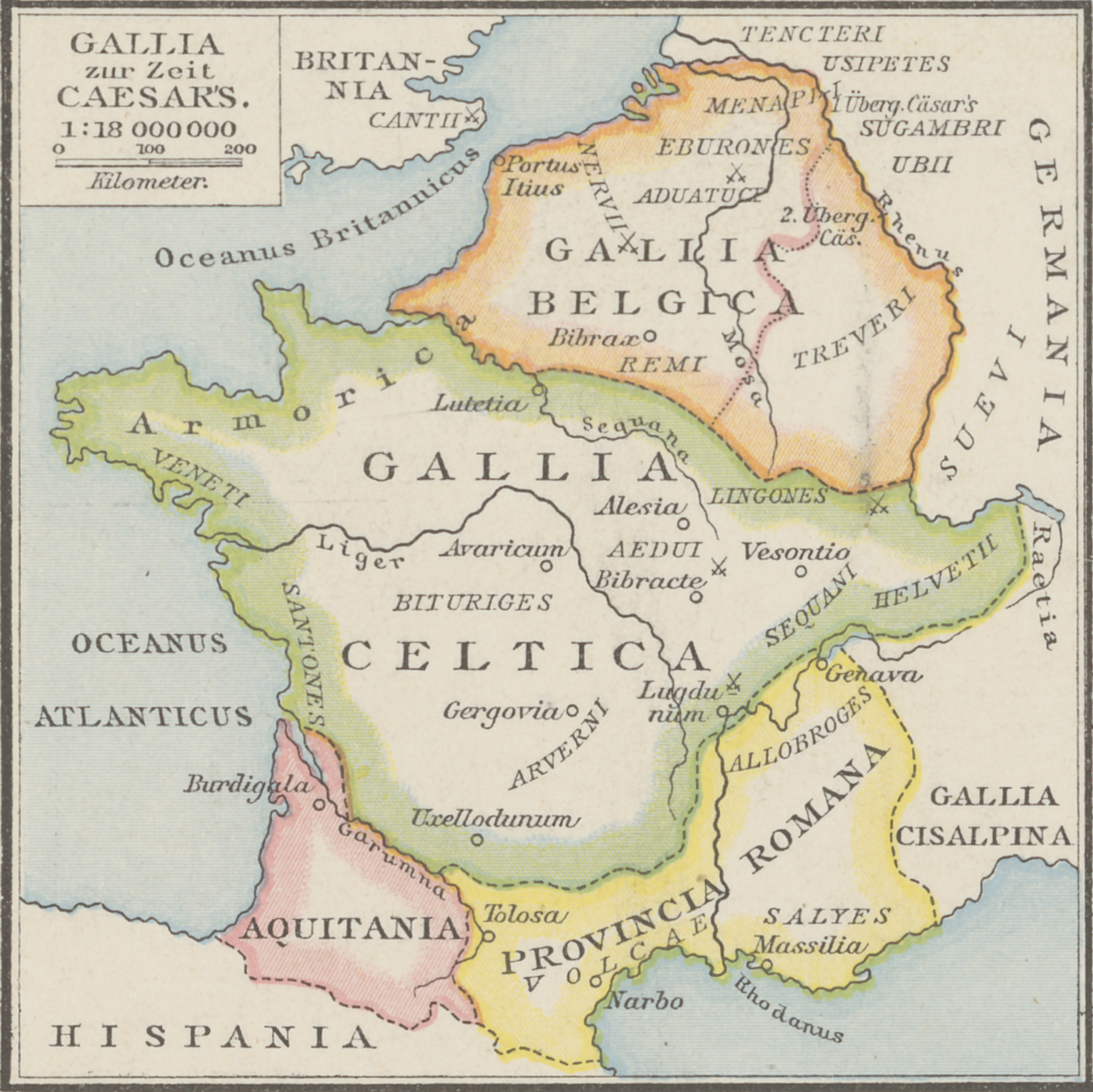
Verovering van Provincia Romana (geel)

De Slag bij Valence vond plaats op 8 august 121 v.Chr. aan de samenkomst van de rivieren de Isère en de Rhône.

## Achtergrond
Sinds de Romeinse verovering van Gallia Cisalpina hadden de Romeinen met een regelmaat van een klok invallen te verduren van Keltische stammen vanuit Gallië. De aanval van de Salluviërs in 125 v.Chr. op de stad Massilia was de druppel. Consul Marcus Fulvius Flaccus werd door de senaat uitgezonden om orde op zaken te stellen. Samen met Gaius Sextius Calvinus versloegen ze de Liguriërs. De Galliërs verzamelden zich rond het stamhoofd van de Arverni, Bituitus. De eerste confrontatie vond plaats bij het huidige Avignon, de slag bij Vindalium.

## Slag
Alhoewel de Romeinen duidelijk in de minderheid waren, was het gebruik van hun oorlogsolifanten doorslaggevend. De Kelten werden verpletterend verslagen en telden enorme verliezen. Koning Bituitus werd gevangengenomen, naar Rome overgebracht en tijdens een triomftocht meegedragen als trofee. Er werden twee torens van steen opgericht, die werden versierd met buitgemaakte wapens van de vijand. Een blijvend gedenkteken voor hun smadelijke nederlaag.

## Vervolg
In 118 v.Chr. werd de stad Narbonne veroverd en werd de Provincia Romana omgedoopt tot Gallia Narbonensis.